# Zalmoxis
Zalmoxis (ori Salmoxis, Zamolxis, Zamolxe, Samolxis) a fost, conform lucrării Getica a lui Iordanes un om, iar în concordanță cu lucrarea Istoriile a lui Herodot un zeu al tracilor, fiind considerat de mulți autori români ca zeul suprem din panteonul geto-dacic. Unii consideră chiar că a facilitat convertirea geto-dacilor, priviți ca strămoșii neamului român, la creștinism; această teorie este mai ales vehiculată de mediul creștin-ortodox român, fiindcă ar arăta predispoziția românilor pentru creștinism. Această idee se află în opoziție cu opinia mai multor cercetători mai recenți cu metode mai științifice care afirmă că religia geților ar fi fost politeistă, precum erau și religiile celorlalte popoare indo-europene și că geții nu reprezintă excepția istorică.
În afară de discuția despre monoteismul sau politeismul geților mai există o a două discuție care privește caracterul htonic (subpământesc) sau uranian (celest) al zeității.
În teza de doctorat dedicată lui Zalmoxis, Dan Dana consideră că restul istoricilor care îl menționează, copiază de fapt conținutul lucrării Istorii de Herodot.
Herodot spune că unii îi spun lui Zalmoxis și Gebeleizis, ceea ce a provocat discuții între savanți ca să se știe dacă chiar este un alt nume pentru Zalmoxis sau dacă este numele unei alte zeității confundată de Herodot cu Zalmoxis.
Vasile Pârvan, probabil ca să „salveze” monoteismul get, a afirmat că unii cercetători atribuie în mod arbitrar geto-dacilor (tracii de la nord de munții Haemus - munții Balcani) culturi și zeități care au fost specifice numai tracilor sudici aflați sub influența grecilor, făcând din Gebeleizis un zeu specific trac. Însă, rudenia geților și tracilor rămâne subiect de alte discuții.

## Relatarea lui Herodot
În a patra carte a lucrării Istoriile, Herodot relatează următoarele:
„Înainte de a ajunge la Istru, primii oameni pe care i-a subjugat au fost geții, care cred în imortalitatea lor. Tracii din Salmydessus, și cei care locuiau deasupra orașelor Apollonia și Mesembria (Scyrmiadae și Nipsaens, cum sunt numite), s-au alăturat împăratului Darius I cel Mare (Dîryayas) fără vreun conflict; dar geții, apărându-se îndărătnic, fuseseră subjugați, deși sunt cei mai nobili și drepți dintre toate triburile trace.
Crezul geților în ceea ce privește nemurirea este următorul. Ei cred că de fapt nu mor, ci că atunci când pleacă din această viață merg la Zamolxe, care e numit și Gebeleizis de către unii dintre ei. Acestui zeu îi trimit odată la cinci ani un mesager, care e ales prin tragere la sorți din toată națiunea și însărcinat să îi ducă cererile lor. Modul lor de a-l trimite este acesta. Câțiva dintre ei stau în picioare, fiecare ținând în mână trei săgeți; alții iau omul care urmează să fie trimis lui Zamolxe, și, balansându-l de mâini și picioare, îl aruncă în sus astfel încât să cadă pe vârfurile armelor. Dacă este străpuns și moare, ei cred că zeul este benevol, dar dacă nu, dau vina pe mesager, care, (spun ei) este un om rău: și astfel aleg un altul pentru a-l trimite zeului. Mesajele sunt încredințate cât timp acesta este încă în viață. Aceeași oameni, când tună și fulgeră, își îndreaptă săgețile către cer, rostind amenințări către zeu; și de asemenea nu cred că există vreun alt zeu decât al lor.
Sunt informat de către grecii care trăiesc pe malurile Hellespont-ului și Pontus-ului că acest Zamolxe a fost în realitate un om, că a locuit în Samos și că pe când era acolo fusese sclavul lui Pitagora, fiul lui Mnesarchus. După ce și-a obținut libertatea s-a îmbogățit, iar, plecând din Samos, s-a întors în țara sa. Tracii în acea vreme trăiau într-un mod mizerabil și erau o rasă săracă și ignorantă; Zamolxe, de aceea, care prin comerț cu grecii, și în special cu cel care nu era cel mai de disprețuit dintre filozofii lor, Pitagora, era familiarizat cu modul ionic de viață și cu maniere mai rafinate decât cele curente între compatrioții săi, și-a clădit o încăpere, în care din când în când îi primea și ospăta pe cei mai de seamă dintre traci, folosindu-se de ocazie pentru a-i învăța că nici el, nici ei, onorații oaspeți, nici vreunul dintre descendenții lor nu vor muri vreodată, dar că se vor duce toți într-un loc unde vor trăi pe veci bucurându-se de toate bunurile posibile. Făcând acestea, și ținând astfel de discursuri, el construia un apartament subteran, în care, când fusese gata, se ascunse, dispărând brusc dinaintea tracilor, care regretaseră mult pierderea lui și l-au plâns ca pe un mort. Între timp el trăise în secreta lui cameră trei ani, după care a ieșit din ascunzătoare și s-a arătat din nou compatrioților, care astfel au fost făcuți să creadă ceea ce i-a învățat. Aceasta este relatarea grecilor.

Cât despre mine eu nu mă încred nici prea mult în această poveste a lui Zamolxe și a camerei sale subterane, nici nu o pun întru-totul la îndoială, dar cred că Zamolxe a trăit cu mult înaintea lui Pitagora. Dacă într-adevăr a existat vreodată vreun om cu acest nume, sau dacă Zamolxe nu e nimic altceva decât un zeu indigen geților, acum îi spun adio. Cât despre geți în sine, cei care țin și practică cele descrise mai sus, ei au fost acum diminuați de către perși și au însoțit armata lui Darius."
Herodot este considerat „părintele minciunilor”.
„Herodot din Halicarnas, care a scris faimoasa sa Istorie la mijlocul celui de-al cincilea secol î.Hr., oferă dintre toți autorii clasici disponibili cele mai multe informații despre societățile nealfabetizate, dar au fost controverse considerabile asupra încrederii pe care o putem avea în relatările sale. Mulți cercetători științifici, urmându-l pe Tucidide, îl denumesc 'tatăl minciunilor', sau, ceva mai sofisticat, îi caracterizează poveștile în lumina teoriei criticii literare, drept în mod primar manifestări ale mentalității grecești și ale categoriilor grecești, mai  degrabă decât reflectări ale unei realități obiective care ar putea fi azi de folos; clasicistul François Hartog a argumentat cel mai elocvent pentru o asemenea lectură a sciților lui Herodot, pe care i-a denumit 'sciții imaginari'.”—Timothy Taylor, The Oxford Illustrated Prehistory of Europe
„Astfel, toate teoriile referitoare la "zalmoxism", la evoluția și influența acestuia, se dovedesc a fi doar speculații moderne, lipsite de o bază informativă, fără de care nu au cum fi demonstrate. Frecvența acestor speculații aparține exclusiv istoriei contemporane a ideilor și ambițiilor identitare.”—Zoe Petre
„Un exemplu: care să fi fost viziunea cosmogonică a geto-dacilor – nu rezultă din textele antichității. Dorim măcar să bănuim.”—Ion Pogorilovschi, op. cit., p. 21

## Etimologie
Nicolae Densușianu a argumentat că numele vine de la „Zeul moș”.
Mircea Eliade afirmă ca numele zeului dac venea din frigianul zalmos care însemna lup, din acestea putem spune că numele zeității este de fapt Zalmoxis, și nu Zamolxis.
Însă, fiindcă limba getică nu a fost scrisă, lingvistica getică rămâne o încercare foarte riscantă.

### Zalmoxis, un zeu-urs (Bärengott)
Alături de forma Zalmoxis care apare a fi cea reală (prezentă la Herodot, Platon, Diodor din Sicilia, Apuleius, Iordanes, Porphirios etc.), antichitatea cunoștea și forma Zamolxis (Lucian, Diogenes, Laertios, etc.). Eliade observă că una dintre forme poate deriva prin metateza celeilalte. Porphiros explică varianta Zalmoxis prin cuvântul trac zalmos („piele, blană”), ceea ce se acordă cu o anecdotă conform căreia, la nașterea lui, o blană de urs a fost aruncată peste Zalmoxis. Din această etimologie, unii autori au dedus că Zalmoxis ar fi fost la origine un Bärengott (zeu-urs). Ipoteza este reluată de Ryhs Carpenter, care îl așază pe zeul get printre alți  „sleeping bears”  („urși dormind” ).

### Zeul htonic
Cealaltă etimologie interpretează numele plecând de la tema zamol, pentru care Matthäus Prätorius (1688) propusese sensul de pământ. În 1852, Cless îl compară pe Zalmoxis cu zeul lituanian al pământului, Zameluks.. Paul Kretschmer, în 1935, a elaborat o demonstrație lingvistică, discutând în paralel Zemelô (de pe inscripțiile funerare greco-frigiene din Asia Mică), tracul zemelen (pământ) și Semele (zeița pământului, mama lui Dyonisus), termeni care derivă din tema protoindoeuropeană *g'hemel-, pământ, sol, aparținând pământului (cf. și avesticul zam, pământ, lituanianul žêmé, letonul zeme, vechi prusacul same, semme, vechiul slav zemlia, „pământ, țară”). Nici ipoteza lui Kretschmer nu putut fi acceptată, dar Eliade a remarcat că are meritul de a fi încercat explicarea faptului cunoscut că Zalmoxis și Gebeleizis erau de fapt nume date unui singur zeu suprem.

### „Sclipitor, Soare”
O altă ipoteză are în vedere partea onomastică Zelmo-, de exemplu Zelmoutas și în numele compuse, cu -zelmis: Aulouzelmis, Abro-, Dala-, Dole, Ebry-, Mesto, din protoindoeuropeanul *g'hel- „a sclipi; galben; verde *soare” sau *g'el- „limpede, luminos”. De asemeni, în Zalmodeghikos (v. Zalmodegicos); Zermodeghikos și Zoltes. Cuvântul *soare nu este altfel format decât prin pronumele reflexiv „Se” + rădăcina „g'hel”

## Cultul său. Ritualuri. Interpretări

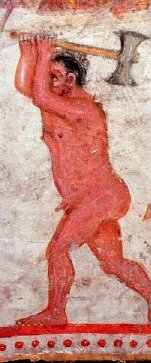
O frescă de pe un mormânt din gorganul Aleksandrovo (Bulgaria), înfățișându-l pe Zalmoxis.

Pe lângă impresia vie pe care textul lui Herodot a produs-o în lumea antică, Eliade observă și coerența legendei relatate de Herodot:
„Grecii din Hellespont sau Herodot însuși integraseră tot ce aflaseră despre Zalmoxis, despre doctrina și cultul său într-un orizont spiritual de structură pitagoriciană. Or aceasta însemna că cultul zeului geto-dac comporta credința în imortalitatea sufletului și anumite rituri de tip inițiatic. Dincolo de raționalismul și evhemerismul lui Herodot, sau a informatorilor săi, se ghicește caracterul misteric al cultului. Acesta este poate motivul pentru care Herodot ezită să dea amănunte (dacă -ceea ce nu e însă sigur- cei de la care aflase acste lucruri i le spuseseră cu adevărat): discreția sa à propos de Mistere este bine cunoscută. Dar Herodot recunoaște că el nu crede în istoria cu Zalmoxis sclav a lui Pitagora, și că, dimpotrivă, el e convins de anterioritatea daimonului get, și acest detaliu este important.”—Mircea Eliade-Istoria credințelor și ideilor religioase, vol II
Cu privire la credința geților în nemurire menționată de Herodot, Eliade, urmând studiile lui Ivan Mortimer Linforth, face o precizare esențială în înțelegerea cultului zalmoxian, anume că áthanatizein nu înseamnă „a se crede nemuritor”, ci „a se face nemuritor”. Această „imortalizare”, după termenul folosit de Eliade, „se dobândea prin intermediul unei inițieri, ceea ce apropie cultul instaurat de Zalmoxis de Misterele grecești și eleniste”. Deși ceremoniile propriu-zise nu au fost transcrise de către istorici, informațiile transmise de Herodot indică, potrivit interpretării lui Eliade, un scenariu mitico-ritual al morții (ocultare) și reîntoarcerii pe pământ (epifanie). Iar, cât privește semnificația magică a singurului ritual transcris de către Herodot, sacrificiul, Eliade îl interpretează drept menit pentru a „reactualiza raporturile dintre geți și zeul lor, așa cum fuseseră ele inițial, când Zalmoxis se afla printre ei”, constituind, astfel, o „repetiție simbolică a întemeierii cultului”, similară, doar din punct de vedere funcțional, cu reactualizarea Căii Crucii în creștinism.
Caracterul htonic al zeului a fost evidențiat de anumiți autori antici, precum și de către mulți savanți moderni, care l-au  pus pe acesta în relație, pe de o parte, cu Dionis și Orfeu, și, pe de altă parte, cu personaje mitice sau puternic mitologizate, a căror trăsătură principală era fie o tehnică șamanică, fie mantica, fie coborârile în Infern. Mircea Eliade, însă, vede în relatările lui Herodot despre cultul lui Zalmoxis elemente  ce îl apropie pe zeul dac de Mistere.

## Asemănări ale "zalmoxianismului" cu creștinismul
Unii istorici și teologi (români în special, cum ar fi Vasile Pârvan și Sorin Paliga, dar și străini, cum ar fi Raffaele Pettazzoni, Jean Coman, Eric Rhode) prezintă anumite asemănări ale "zalmoxianismului" cu creștinismul, care în viziunea lor ar fi facilitat mult mai ușor convertirea la creștinism a poporului dac față de alte popoare învecinate (cum ar fi cazul Imperiului Roman), cum ar fi:
- Religia "zalmoxiană" era o religie monoteistă (conform lui Herodot și a unor cercetători), asemenea creștinismului;
- Figura "mesianică" și profetică a lui Zalmoxis, raportată la mesianismul lui Iisus Hristos;
- Credința în nemurirea sufletului, în viața de apoi, comună în ambele religii. Sufletul, eliberat din trupul material, dacă a avut o viață pământească merituoasă și smerită, ajunge într-o lume fericită, pentru totdeauna.
- Învingerea morții și învierea, un traseu inițiatic foarte asemănător în cazul celor două religii. Dacă în cazul lui Iisus Hristos, odată cu moartea prin crucificare, urmează coborârea în infern, pentru 3 zile, și triumful asupra răului și a morții, iar apoi învierea, în a treia zi; în cazul lui Zalmoxis, procesul durează 3 ani, iar revenirea se face în al patrulea an.

“…Se făcu nevăzut din mijlocul tracilor, coborând în adâncul încăperilor subterane.(…) Tracii fură cuprinși de părere de rău după el și-l jeliră ca pe un mort. În al patrulea an se ivi însă iarăși în fața tracilor și așa făcu să creadă în toate spusele lui.” (Herodot, Istorii)
- Promovarea virtuților și în „zalmoxianism”, cum ar fi blândețea și mila (sclavia era interzisă în rândul populației geto-dacice, ca urmare a învățăturilor insuflate de către Zalmoxis geto-dacilor), abstinența, cumpătarea și smerenia (dată de reforma religioasă inițiată de preotul zalmoxian Deceneu și de către regele dac Burebista, prin care era interzis consumul de alcool și desfrâul, lucruri demonstrate concret prin arderea viilor și interzicerea cultului dionisiac, inclusiv a petrecerilor dionisiace), precum și a altor virtuți, asemeni creștinismului;

„Zalmoxis, regele nostru, care e și zeu, precum nu trebuie să încercăm a vindeca ochii fără să vindecăm întâi capul, ori capul fără trup, tot așa nu se poate să încercăm a vindeca trupul, fără să îngrijim și de suflet, și tocmai de aceea sunt multe boli la care nu se pricep medicii greci, fiindcă nu cunosc întregul de care ar trebui să se ocupe. Căci, dacă acesta merge rău, este cu neputință ca partea să meargă bine.” (Platon);
- Existența unui cod moral-religios și în „zalmoxianism”, cunoscut ca „legile belagine” (conform lui Iordanes în lucrarea sa Getica), oarecum asemănător învățăturilor creștine;
- Monahismul, demonstrat prin descoperirile arheologice din Masivul Ceahlău, Grădiștea Muncelului și Munții Apuseni;
- Inexistența idolatriei în rândul populației geto-dacice;

Conform unor cercuri naționalist-creștin-ortodoxe românești, aceste asemănări dintre cultul zalmoxian și creștinism s-ar datora concepțiilor teologice împrumutate de la iudaismul vechilor evrei de către dacul Zalmoxis în crearea propriului său cult (cum ar fi conceptul de monoteism: existența unui singur zeu, numit Demiurg, de mesianism și de nemurire a sufletului după moarte), acest lucru fiind „demonstrat” de călătoriile lui Zalmoxis în mai multe regiuni ale Orientului Apropiat, cum ar fi teritoriul de astăzi al Israelului.